# Chlapčenský úsmev
Chlapčenský úsmev je debutové sólové studiové album Vaša Patejdla, které vydalo hudební vydavatelství Opus 1. července 1986 na LP. V roce 1996 vyšla reedice alba na CD od vydavatelství Bonton Music, v rámci níž bylo přidáno pět hudebních bonusů. Roku 2015 vydal Opus na 3 CD kompilaci všech hlavních studiových alb interpreta (Chlapčenský úsmev, Lov na city, Mon amour) společně s bonusy.

## Seznam skladeb
Hudbu složil(i) Vašo Patejdl, texty napsal(i) Ľuboš Zeman.
| Pořadí         | Název                           | Délka |
| -------------- | ------------------------------- | ----- |
| 1.             | „Tisíc deväťsto päťdesiatštyri“ | 1:18  |
| 2.             | „Miestna jednička“              | 3:20  |
| 3.             | „Dvojčatá“                      | 4:46  |
| 4.             | „Chlapci z predmestia“          | 4:55  |
| 5.             | „Nás nik neporazí“              | 4:53  |
| 6.             | „Polepšovňa v hlave“            | 3:12  |
| 7.             | „Garážové sny“                  | 4:41  |
| 8.             | „Na rozhraní“                   | 4:23  |
| 9.             | „Systém Gabriel“                | 3:50  |
| 10.            | „Chlapčenský úsmev“             | 3:20  |
| 11.            | „Tri štvrte na jeseň“           | 4:58  |
| 12.            | „Zima“                          | 1:39  |
| Celková délka: | Celková délka:                  | 45:15 |

## Výroba alba
Hudebníci
- Vašo Patejdl – klávesové nástroje, syntezátory, zpěv (2 – 12)
- Ján Baláž – elektrická kytara (3, 5), vokály
- Ivan Minárik – elektrická kytara (8)
- Laco Lučenič – elektrická kytara (5, 6, 10)
- Michal Dúžek – basová kytara
- Viera Briestenská – zpěv (12)
- vokální skupina Trend: Anna Melišíková, Barbora Ružová, Ladislav Briestenský, Viera Briestenská (2)
- Jožo Ráž – vokály
- Marián Jaslovský – tenor saxofon (8)

Produkce
- Jan Lauko – zvuková režie
- Alexander Soldan – mastering
- Igor Adamec, Ivan Minárik – technici nahrávání
- Ľuboš Zeman – doprovodný text na obalu
- Gregor Fudala, Martin Činovský, Peter Sedlák – design